# California State Route 905
Die California State Route 905 (kurz CA 905) ist eine State Route im US-Bundesstaat Kalifornien, die in Ost-West-Richtung verläuft.
Die State Route beginnt an der Interstate 5 in San Diego und endet nahe Tijuana an der mexikanischen Grenze. Bis zur Interstate 805 ist die State Route als Freeway ausgebaut. Seit der Neunummerierung im Jahr 1985 wurde die Nummer der Straße von 117 auf 905 geändert. Dieser Abschnitt soll zur Interstate 905 heraufgestuft und mit der California State Route 125 verbunden werden, sobald sie die Freeway-Standards erfüllt.